# Luttelgeest
Luttelgeest – wieś w Holandii w prowincji Flevoland. Wieś powstała po osuszeniu terenów Polderu Północno-Wschodniego.
Leży około 10 kilometrów na północny zachód od Emmeloordu. W miejscowości znajduje się największa atrakcja turystyczna Polderu Północno-Wschodniego – ogród botaniczny prezentujący setki gatunków orchideii (Orchideeënhoeve). Ogród odwiedza w ciągu roku około 230 000 turystów oraz miłośników storczyków.